# Kungl. Skogsstyrelsen (1859–1882)
För den nutida Skogsstyrelsen, se Skogsstyrelsen
Kungl. Skogsstyrelsen var en statlig myndighet, som inrättades 1859 som Sveriges första skogsmyndighet. Efter en kortare period på 1600-talet tog Skogsstyrelsen över uppgifter beträffande förvaltning av statlig egendom från Kammarkollegiet och fick så småningom uppgifter beträffande statlig skogspolitik samt skoglig utbildning. Skogsstyrelsen tog också över efter den 1859 nedlagda Kungl. Styrelsen över ekplanteringarna ("Ekplanteringsstyrelsen"), som sedan 1831 planterat ekar på Visingsborgs kungsgård på Visingsö för Svenska flottans behov.
År 1862 presenterade Skogsstyrelsen en utredning om en ny skogsvårdslag, som låg till grund för förordningar om dispositionsrätten till skogen på vissa skattehemman och nybyggen i Norrland samt om de allmänna skogarnas hushållning. Den låg också till grund för viss lagstiftning 1869.
Skogsstyrelsen fick sin första instruktion 1869, vari det stadgas att den ska befrämja en ändamålsenlig skogshushållning och jaktvård samt ha tillsyn över landets skogsläroverk.
År 1870 fick Skogsstyrelsen i uppgift att inventera kronans ek- och furuskog för flottans och gruvindustrins behov.
Skogsstyrelsen omorganiserades 1882 till Kungliga Domänstyrelsen, senare Domänverket. Dess efterträdare idag är Sveaskog, Statens Fastighetsverk och Skogsstyrelsen.